# Liste des mammifères en Bulgarie

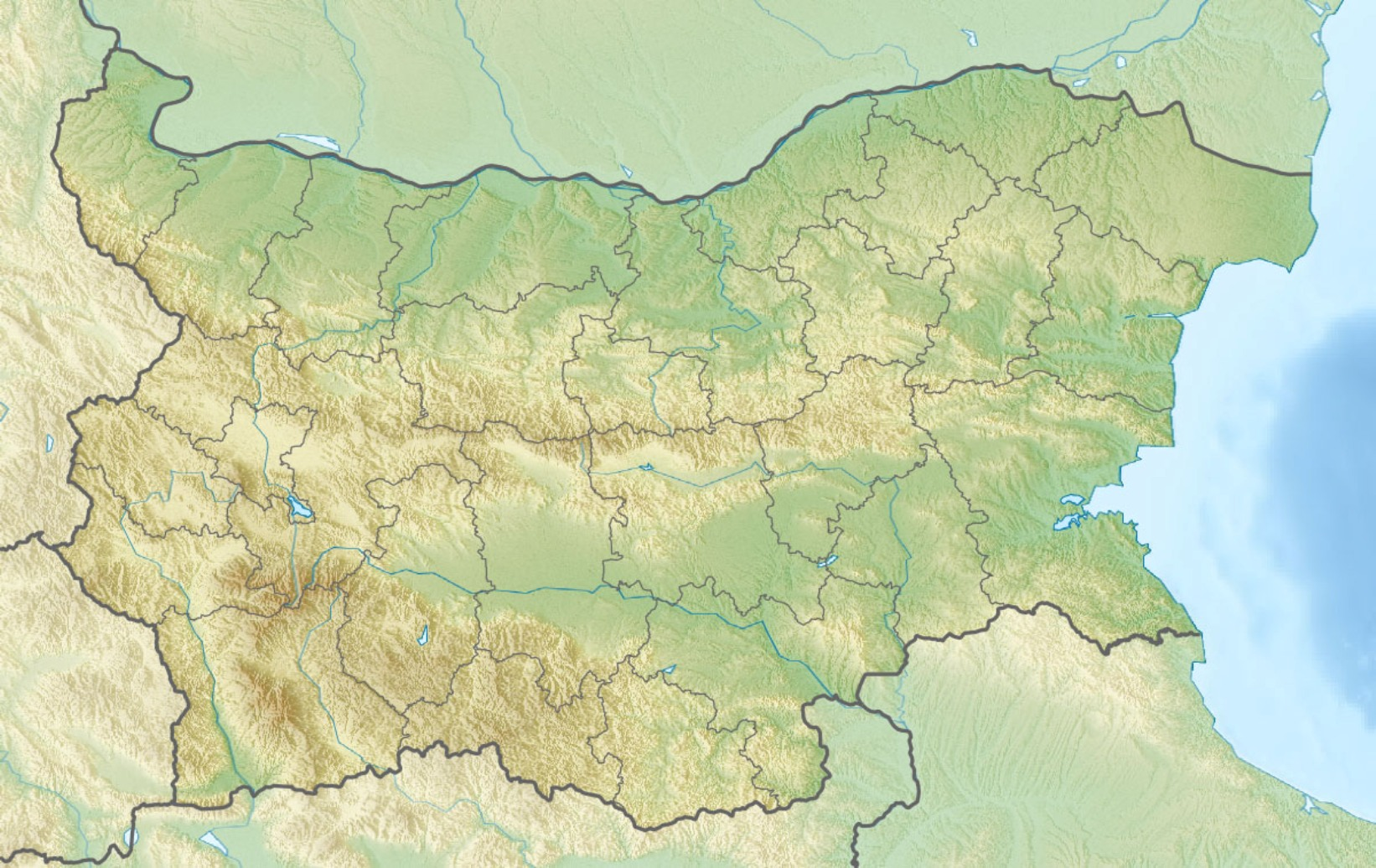
Carte topographique de la Bulgarie.

Localisation de la Bulgarie en Europe.

Cette liste commentée recense la mammalofaune en Bulgarie. Elle répertorie les espèces de mammifères bulgares actuels et celles qui ont été récemment classifiées comme éteintes (à partir de l'Holocène, depuis donc 11 700 ans av. J.‑C.). Cette liste comporte 116 espèces réparties en dix ordres et 27 familles, dont trois sont « en danger critique d'extinction », une est « en danger », huit sont « vulnérables », dix sont « quasi menacées » et deux ont des « données insuffisantes » pour être classées (selon les critères de la liste rouge de l'UICN au niveau mondial).
Elle contient au moins dix espèces introduites sur ce territoire, qui sont plus ou moins bien acclimatées. Il peut contenir aussi dans cette liste des animaux non reconnus par la liste rouge de l'UICN (deux mammifères ici) et ils sont classés en « non évalué » : cela étant dû notamment au manque de données et à des espèces domestiques, disparues ou éteintes avant le XVIe siècle. Il n'existe pas en Bulgarie d'espèces et de sous-espèces de mammifères endémiques.

## Statuts de la liste rouge de l'UICN
Les statuts de conservation utilisés par la liste rouge de l'UICN mondiale sont :
| (EX) | Éteint                  | Il n'y a pas le moindre doute sur le fait que le dernier spécimen recensé est mort.                                                                   |
| (EW) | Éteint à l'état sauvage | L'espèce est connue uniquement en captivité ou en tant que population naturalisée bien en dehors de son ancienne aire de répartition.                 |
| (CR) | En danger critique      | L'espèce risque prochainement de s'éteindre à l'état sauvage.                                                                                         |
| (EN) | En danger               | L'espèce fait face à un très gros risque d'extinction à l'état sauvage.                                                                               |
| (VU) | Vulnérable              | L'espèce fait face à un gros risque d'extinction à l'état sauvage.                                                                                    |
| (NT) | Quasi menacé            | L'espèce ne satisfait pas un ou plusieurs des critères prévus qui permettraient de la catégoriser, mais pourrait risquer de s'éteindre dans le futur. |
| (LC) | Préoccupation mineure   | Il n'y a pas de risque identifiable pour l'espèce. |
| (DD) | Données insuffisantes   | Il n'y a pas d'information adéquate qui permettraient de faire une évaluation des risques pour cette espèce.                                          |
| (NE) | Non évalué              | L'espèce n'a pas encore été confrontée aux critères précédents, n'est pas reconnue par l'UICN ou bien s'est éteinte avant le XVIe siècle.             |

## Ordre:Primates

### Famille:Hominidés
| Nom binominal, nom vulgaire et citation d'auteurs | Nom vulgaire bulgare (langue officielle de la Bulgarie) | Origine et statut en Bulgarie | Aire de répartition                    | Statut UICN mondial | Image         |
| ------------------------------------------------- | ------------------------------------------------------- | ----------------------------- | -------------------------------------- | ------------------- | ------------- |
| Homo sapiens (Homme moderne) Linnaeus, 1758       | Човек                                                   | Autochtone,                   | Aire de répartition de l'Homme moderne | [ 2 ]               | Homme moderne |

## Ordre:Lagomorphes

### Famille:Léporidés
| Nom binominal, nom vulgaire et citation d'auteurs         | Nom vulgaire bulgare (langue officielle de la Bulgarie) | Origine et statut en Bulgarie | Aire de répartition                     | Statut UICN mondial | Image            |
| --------------------------------------------------------- | ------------------------------------------------------- | ----------------------------- | --------------------------------------- | ------------------- | ---------------- |
| Lepus europaeus (Lièvre d'Europe) Pallas, 1778            | Див заек                                                | Autochtone                    | Aire de répartition du Lièvre d'Europe  | [ 3 ]               | Lièvre d'Europe  |
| Oryctolagus cuniculus (Lapin de garenne) (Linnaeus, 1758) | Заек подземник                                          | Allochtone (Introduit),       | Aire de répartition du Lapin de garenne | [ 4 ]               | Lapin de garenne |

## Ordre:Rodentiens

### Famille:Castoridés
| Nom binominal, nom vulgaire et citation d'auteurs | Nom vulgaire bulgare (langue officielle de la Bulgarie) | Origine et statut en Bulgarie | Aire de répartition                     | Statut UICN mondial | Image            |
| ------------------------------------------------- | ------------------------------------------------------- | ----------------------------- | --------------------------------------- | ------------------- | ---------------- |
| Castor fiber (Castor d'Eurasie) Linnaeus, 1758    | Европейски бобър                                        | Autochtone (Disparu),         | Aire de répartition du Castor d'Eurasie | [ 6 ]               | Castor d'Eurasie |

### Famille:Myocastoridés
| Nom binominal, nom vulgaire et citation d'auteurs | Nom vulgaire bulgare (langue officielle de la Bulgarie) | Origine et statut en Bulgarie | Aire de répartition             | Statut UICN mondial | Image    |
| ------------------------------------------------- | ------------------------------------------------------- | ----------------------------- | ------------------------------- | ------------------- | -------- |
| Myocastor coypus (Ragondin) (Molina, 1782)        | Нутрия                                                  | Allochtone (Introduit)        | Aire de répartition du Ragondin | [ 8 ]               | Ragondin |

### Famille:Dipodidés
| Nom binominal, nom vulgaire et citation d'auteurs     | Nom vulgaire bulgare (langue officielle de la Bulgarie) | Origine et statut en Bulgarie | Aire de répartition    | Statut UICN mondial | Image               |
| ----------------------------------------------------- | ------------------------------------------------------- | ----------------------------- | ---------------------- | ------------------- | ------------------- |
| Sicista subtilis (Siciste des steppes) (Pallas, 1773) | Степна скачаща мишка                                    | Autochtone                    | Illustration manquante | [ 9 ]               | Siciste des steppes |

### Famille:Cricétidés
| Nom binominal, nom vulgaire et citation d'auteurs                        | Nom vulgaire bulgare (langue officielle de la Bulgarie) | Origine et statut en Bulgarie | Aire de répartition                         | Statut UICN mondial | Image                   |
| ------------------------------------------------------------------------ | ------------------------------------------------------- | ----------------------------- | ------------------------------------------- | ------------------- | ----------------------- |
| Arvicola amphibius (Campagnol terrestre) (Linnaeus, 1758)                | Воден плъх                                              | Autochtone                    | Aire de répartition du Campagnol terrestre  | [ 10 ]              | Campagnol terrestre     |
| Chionomys nivalis (Campagnol des neiges) (Martins, 1842)                 | Снежна полевка                                          | Autochtone                    | Aire de répartition du Campagnol des neiges | [ 11 ]              | Campagnol des neiges    |
| Microtus arvalis (Campagnol des champs) (Pallas, 1778)                   | Обикновена сива полевка                                 | Autochtone                    | Aire de répartition du Campagnol des champs | [ 12 ]              | Campagnol des champs    |
| Microtus guentheri (Campagnol méditerranéen) (Danford & Alston, 1880)    | Гюнтерова полевка                                       | Autochtone                    | Illustration manquante                      | [ 13 ]              | Campagnol méditerranéen |
| Microtus levis (Campagnol d'Ondrias) Miller, 1908                        | — aucun —                                               | Autochtone                    | Illustration manquante                      | [ 14 ]              | Campagnol d'Ondrias     |
| Microtus subterraneus (Campagnol souterrain) (de Sélys Longchamps, 1836) | Подземна полевка                                        | Autochtone                    | Illustration manquante                      | [ 15 ]              | Campagnol souterrain    |
| Myodes glareolus (Campagnol roussâtre) Schreber, 1780                    | Ръждива горска полевка                                  | Autochtone                    | Aire de répartition du Campagnol roussâtre  | [ 16 ]              | Campagnol roussâtre     |
| Ondatra zibethicus (Rat musqué) (Linnaeus, 1766)                         | Ондатра                                                 | Allochtone (Introduit)        | Aire de répartition du Rat musqué           | [ 17 ]              | Rat musqué              |
| Cricetulus migratorius (Hamster migrateur) (Pallas, 1773)                | Сиво хомяче                                             | Autochtone                    | Illustration manquante                      | [ 18 ]              | Illustration manquante  |
| Cricetus cricetus (Grand Hamster) (Linnaeus, 1758)                       | Обикновен хомяк                                         | Autochtone                    | Aire de répartition du Grand Hamster        | [ 19 ]              | Grand Hamster           |
| Mesocricetus newtoni (Hamster de Newton) (Nehring, 1898)                 | Черногръд хомяк                                         | Autochtone                    | Illustration manquante                      | [ 20 ]              | Illustration manquante  |

### Famille:Muridés
| Nom binominal, nom vulgaire et citation d'auteurs          | Nom vulgaire bulgare (langue officielle de la Bulgarie) | Origine et statut en Bulgarie | Aire de répartition                     | Statut UICN mondial | Image                  |
| ---------------------------------------------------------- | ------------------------------------------------------- | ----------------------------- | --------------------------------------- | ------------------- | ---------------------- |
| Apodemus agrarius (Mulot rayé) (Pallas, 1771)              | Полска мишка                                            | Autochtone                    | Illustration manquante                  | [ 21 ]              | Mulot rayé             |
| Apodemus epimelas (Mulot des Balkans) (Nehring, 1902)      | — aucun —                                               | Autochtone                    | Illustration manquante                  | [ 22 ]              | Illustration manquante |
| Apodemus flavicollis (Mulot à collier) (Melchior, 1834)    | Жълтогърла горска мишка                                 | Autochtone                    | Aire de répartition du Mulot à collier  | [ 23 ]              | Mulot à collier        |
| Apodemus sylvaticus (Mulot sylvestre) (Linnaeus, 1758)     | Обикновена горска мишка                                 | Autochtone                    | Aire de répartition du Mulot sylvestre  | [ 24 ]              | Mulot sylvestre        |
| Apodemus uralensis (Mulot pygmée) (Pallas, 1811)           | Малка горска мишка                                      | Autochtone                    | Aire de répartition du Mulot pygmée     | [ 25 ]              | Mulot pygmée           |
| Micromys minutus (Rat des moissons) (Pallas, 1771)         | Оризищна мишка                                          | Autochtone                    | Aire de répartition du Rat des moissons | [ 26 ]              | Rat des moissons       |
| Mus macedonicus (Souris de Macédoine) Petrov & Ruzic, 1983 | Македонска мишка                                        | Autochtone                    | Illustration manquante                  | [ 27 ]              | Illustration manquante |
| Mus musculus (Souris grise) Linnaeus, 1758                 | Домашна мишка                                           | Allochtone (Introduit),       | Aire de répartition de la Souris grise  | [ 28 ]              | Souris grise           |
| Mus spicilegus (Souris des steppes) Petényi, 1882          | Степна домашна мишка                                    | Autochtone                    | Illustration manquante                  | [ 30 ]              | Illustration manquante |
| Rattus norvegicus (Rat surmulot) (Berkenhout, 1769)        | Сив плъх                                                | Allochtone (Introduit)        | Aire de répartition du Rat surmulot     | [ 31 ]              | Rat surmulot           |
| Rattus rattus (Rat noir) (Linnaeus, 1758)                  | Черен плъх                                              | Allochtone (Introduit)        | Aire de répartition du Rat noir         | [ 32 ]              | Rat noir               |

### Famille:Spalacidés
| Nom binominal, nom vulgaire et citation d'auteurs  | Nom vulgaire bulgare (langue officielle de la Bulgarie) | Origine et statut en Bulgarie | Aire de répartition                      | Statut UICN mondial | Image             |
| -------------------------------------------------- | ------------------------------------------------------- | ----------------------------- | ---------------------------------------- | ------------------- | ----------------- |
| Spalax leucodon (Spalax occidental) Nordmann, 1840 | Планинско сляпо куче                                    | Autochtone                    | Aire de répartition du Spalax occidental | [ 33 ]              | Spalax occidental |

### Famille:Gliridés
| Nom binominal, nom vulgaire et citation d'auteurs     | Nom vulgaire bulgare (langue officielle de la Bulgarie) | Origine et statut en Bulgarie | Aire de répartition                  | Statut UICN mondial | Image                  |
| ----------------------------------------------------- | ------------------------------------------------------- | ----------------------------- | ------------------------------------ | ------------------- | ---------------------- |
| Glis glis (Loir gris) Linnaeus, 1766                  | Обикновен сънливец                                      | Autochtone                    | Aire de répartition du Loir gris     | [ 34 ]              | Loir gris              |
| Dryomys nitedula (Lérotin commun) (Pallas, 1778)      | Горски сънливец                                         | Autochtone                    | Illustration manquante               | [ 35 ]              | Lérotin commun         |
| Eliomys quercinus (Lérot commun) (Linnaeus, 1766)     | Градински сънливец                                      | Autochtone (Disparu)          | Aire de répartition du Lérot commun  | [ 37 ]              | Lérot commun           |
| Muscardinus avellanarius (Muscardin) (Linnaeus, 1758) | Лешников сънливец                                       | Autochtone                    | Aire de répartition du Muscardin     | [ 38 ]              | Muscardin              |
| Myomimus roachi (Loir de Roach) (Bate, 1937)          | Мишевиден сънливец                                      | Autochtone                    | Aire de répartition du Loir de Roach | [ 39 ]              | Illustration manquante |

### Famille:Sciuridés
| Nom binominal, nom vulgaire et citation d'auteurs         | Nom vulgaire bulgare (langue officielle de la Bulgarie) | Origine et statut en Bulgarie | Aire de répartition                     | Statut UICN mondial | Image            |
| --------------------------------------------------------- | ------------------------------------------------------- | ----------------------------- | --------------------------------------- | ------------------- | ---------------- |
| Sciurus vulgaris (Écureuil roux) Linnaeus, 1758           | Обикновена катерица                                     | Autochtone                    | Aire de répartition de l'Écureuil roux  | [ 40 ]              | Écureuil roux    |
| Spermophilus citellus (Souslik d'Europe) (Linnaeus, 1766) | Лалугер                                                 | Autochtone                    | Aire de répartition du Souslik d'Europe | [ 41 ]              | Souslik d'Europe |

## Ordre:Érinacéomorphes

### Famille:Érinacéidés
| Nom binominal, nom vulgaire et citation d'auteurs                  | Nom vulgaire bulgare (langue officielle de la Bulgarie) | Origine et statut en Bulgarie | Aire de répartition                         | Statut UICN mondial | Image                |
| ------------------------------------------------------------------ | ------------------------------------------------------- | ----------------------------- | ------------------------------------------- | ------------------- | -------------------- |
| Erinaceus roumanicus (Hérisson des Balkans) Barrett-Hamilton, 1900 | — aucun —                                               | Autochtone                    | Aire de répartition du Hérisson des Balkans | [ 42 ]              | Hérisson des Balkans |

## Ordre:Soricomorphes

### Famille:Soricidés
| Nom binominal, nom vulgaire et citation d'auteurs           | Nom vulgaire bulgare (langue officielle de la Bulgarie) | Origine et statut en Bulgarie | Aire de répartition                             | Statut UICN mondial | Image                 |
| ----------------------------------------------------------- | ------------------------------------------------------- | ----------------------------- | ----------------------------------------------- | ------------------- | --------------------- |
| Crocidura leucodon (Crocidure leucode) (Hermann, 1780)      | Белокоремна белозъбка                                   | Autochtone                    | Aire de répartition de la Crocidure leucode     | [ 43 ]              | Crocidure leucode     |
| Crocidura suaveolens (Crocidure des jardins) (Pallas, 1811) | Малка белозъбка                                         | Autochtone                    | Aire de répartition de la Crocidure des jardins | [ 44 ]              | Crocidure des jardins |
| Suncus etruscus (Pachyure étrusque) (Savi, 1822)            | Етруска земеровка                                       | Autochtone                    | Aire de répartition du Pachyure étrusque        | [ 45 ]              | Pachyure étrusque     |
| Neomys anomalus (Crossope de Miller) Cabrera, 1907          | Малка водна земеровка                                   | Autochtone                    | Aire de répartition de la Crossope de Miller    | [ 46 ]              | Crossope de Miller    |
| Neomys fodiens (Crossope aquatique) (Pennant, 1771)         | Голяма водна земеровка                                  | Autochtone                    | Aire de répartition de la Crossope aquatique    | [ 47 ]              | Crossope aquatique    |
| Sorex araneus (Musaraigne carrelet) Linnaeus, 1758          | Обикновена кафявозъбка                                  | Autochtone                    | Aire de répartition de la Musaraigne carrelet   | [ 48 ]              | Musaraigne carrelet   |
| Sorex minutus (Musaraigne pygmée) Linnaeus, 1766            | Малка кафявозъбка                                       | Autochtone                    | Aire de répartition de la Musaraigne pygmée     | [ 49 ]              | Musaraigne pygmée     |

### Famille:Talpidés
| Nom binominal, nom vulgaire et citation d'auteurs | Nom vulgaire bulgare (langue officielle de la Bulgarie) | Origine et statut en Bulgarie | Aire de répartition                       | Statut UICN mondial | Image                  |
| ------------------------------------------------- | ------------------------------------------------------- | ----------------------------- | ----------------------------------------- | ------------------- | ---------------------- |
| Talpa europaea (Taupe d'Europe) Linnaeus, 1758    | Европейска къртица                                      | Autochtone                    | Aire de répartition de la Taupe d'Europe  | [ 50 ]              | Taupe d'Europe         |
| Talpa levantis (Taupe du Levant) Thomas, 1906     | Средиземноморска къртица                                | Autochtone                    | Aire de répartition de la Taupe du Levant | [ 51 ]              | Illustration manquante |

## Ordre:Chiroptères

### Famille:Molossidés
| Nom binominal, nom vulgaire et citation d'auteurs         | Nom vulgaire bulgare (langue officielle de la Bulgarie) | Origine et statut en Bulgarie | Aire de répartition                       | Statut UICN mondial | Image              |
| --------------------------------------------------------- | ------------------------------------------------------- | ----------------------------- | ----------------------------------------- | ------------------- | ------------------ |
| Tadarida teniotis (Molosse de Cestoni) (Rafinesque, 1814) | Булдогов прилеп                                         | Autochtone                    | Aire de répartition du Molosse de Cestoni | [ 52 ]              | Molosse de Cestoni |

### Famille:Rhinolophidés
| Nom binominal, nom vulgaire et citation d'auteurs             | Nom vulgaire bulgare (langue officielle de la Bulgarie) | Origine et statut en Bulgarie | Aire de répartition                          | Statut UICN mondial | Image                  |
| ------------------------------------------------------------- | ------------------------------------------------------- | ----------------------------- | -------------------------------------------- | ------------------- | ---------------------- |
| Rhinolophus blasii (Rhinolophe de Blasius) Peters, 1866       | Средиземноморски подковонос                             | Autochtone                    | Aire de répartition du Rhinolophe de Blasius | [ 53 ]              | Illustration manquante |
| Rhinolophus euryale (Rhinolophe euryale) Blasius, 1853        | Южен подковонос                                         | Autochtone                    | Aire de répartition du Rhinolophe euryale    | [ 54 ]              | Rhinolophe euryale     |
| Rhinolophus ferrumequinum (Grand Rhinolophe) (Schreber, 1774) | Голям подковонос                                        | Autochtone                    | Aire de répartition du Grand Rhinolophe      | [ 55 ]              | Grand Rhinolophe       |
| Rhinolophus hipposideros (Petit Rhinolophe) (Bechstein, 1800) | Малък подковонос                                        | Autochtone                    | Aire de répartition du Petit Rhinolophe      | [ 56 ]              | Petit Rhinolophe       |
| Rhinolophus mehelyi (Rhinolophe de Méhely) Matschie, 1901     | Подковонос на Мехели                                    | Autochtone                    | Aire de répartition du Rhinolophe de Méhely  | [ 57 ]              | Rhinolophe de Méhely   |

### Famille:Vespertilionidés
| Nom binominal, nom vulgaire et citation d'auteurs                             | Nom vulgaire bulgare (langue officielle de la Bulgarie) | Origine et statut en Bulgarie | Aire de répartition                                | Statut UICN mondial | Image                       |
| ----------------------------------------------------------------------------- | ------------------------------------------------------- | ----------------------------- | -------------------------------------------------- | ------------------- | --------------------------- |
| Miniopterus schreibersii (Minioptère de Schreibers) (Kuhl, 1817)              | Дългокрил прилеп                                        | Autochtone                    | Aire de répartition du Minioptère de Schreibers    | [ 58 ]              | Minioptère de Schreibers    |
| Myotis alcathoe (Murin d'Alcathoé) von Helversen & Heller, 2001               | — aucun —                                               | Autochtone                    | Aire de répartition du Murin d'Alcathoé            | [ 59 ]              | Murin d'Alcathoé            |
| Myotis aurascens (Murin doré) Kuzyakin, 1935                                  | Южен мустакат нощник                                    | Autochtone                    | Aire de répartition du Murin doré                  | [ 60 ]              | Illustration manquante      |
| Myotis bechsteinii (Murin de Bechstein) (Kuhl, 1817)                          | Дългоух нощник                                          | Autochtone                    | Aire de répartition du Murin de Bechstein          | [ 61 ]              | Murin de Bechstein          |
| Myotis blythii (Petit Murin) (Tomes, 1857)                                    | Остроух нощник                                          | Autochtone,                   | Aire de répartition du Petit Murin                 | [ 62 ]              | Petit Murin                 |
| Myotis brandtii (Murin de Brandt) (Eversmann, 1845)                           | Нощник на Брант                                         | Autochtone                    | Aire de répartition du Murin de Brandt             | [ 63 ]              | Murin de Brandt             |
| Myotis capaccinii (Murin de Capaccini) (Bonaparte, 1837)                      | Дългопръст нощник                                       | Autochtone                    | Aire de répartition du Murin de Capaccini          | [ 64 ]              | Murin de Capaccini          |
| Myotis dasycneme (Murin des marais) (Boie, 1825)                              | Езерен нощник                                           | Autochtone                    | Aire de répartition du Murin des marais            | [ 65 ]              | Murin des marais            |
| Myotis daubentonii (Murin de Daubenton) (Kuhl, 1817)                          | Воден нощник                                            | Autochtone                    | Aire de répartition du Murin de Daubenton          | [ 66 ]              | Murin de Daubenton          |
| Myotis emarginatus (Murin à oreilles échancrées) (É. Geoffroy, 1806)          | Трицветен нощник                                        | Autochtone                    | Aire de répartition du Murin à oreilles échancrées | [ 67 ]              | Murin à oreilles échancrées |
| Myotis myotis (Grand Murin) (Borkhausen, 1797)                                | Голям нощник                                            | Autochtone                    | Aire de répartition du Grand Murin                 | [ 68 ]              | Grand Murin                 |
| Myotis mystacinus (Murin à moustaches) (Kuhl, 1817)                           | Мустакат нощник                                         | Autochtone                    | Aire de répartition du Murin à moustaches          | [ 69 ]              | Murin à moustaches          |
| Myotis nattereri (Murin de Natterer) (Kuhl, 1817)                             | Натереров нощник                                        | Autochtone                    | Aire de répartition du Murin de Natterer           | [ 70 ]              | Murin de Natterer           |
| Eptesicus nilssonii (Sérotine de Nilsson) (Keyserling & Blasius, 1839)        | Северен полунощен прилеп                                | Autochtone                    | Aire de répartition de la Sérotine de Nilsson      | [ 71 ]              | Sérotine de Nilsson         |
| Eptesicus serotinus (Sérotine commune) (Schreber, 1774)                       | Полунощен прилеп                                        | Autochtone                    | Aire de répartition de la Sérotine commune         | [ 72 ]              | Sérotine commune            |
| Nyctalus lasiopterus (Grande Noctule) (Schreber, 1780)                        | Голям вечерник                                          | Autochtone                    | Aire de répartition de la Grande Noctule           | [ 73 ]              | Grande Noctule              |
| Nyctalus leisleri (Noctule de Leisler) (Kuhl, 1817)                           | Малък вечерник                                          | Autochtone                    | Aire de répartition de la Noctule de Leisler       | [ 74 ]              | Noctule de Leisler          |
| Nyctalus noctula (Noctule commune) (Schreber, 1774)                           | Ръждив вечерник                                         | Autochtone                    | Aire de répartition de la Noctule commune          | [ 75 ]              | Noctule commune             |
| Pipistrellus kuhlii (Pipistrelle de Kuhl) (Kuhl, 1817)                        | Средиземноморско прилепче                               | Autochtone                    | Aire de répartition de la Pipistrelle de Kuhl      | [ 76 ]              | Pipistrelle de Kuhl         |
| Pipistrellus nathusii (Pipistrelle de Nathusius) (Keyserling & Blasius, 1839) | Прилепче на Натузий                                     | Autochtone                    | Aire de répartition de la Pipistrelle de Nathusius | [ 77 ]              | Pipistrelle de Nathusius    |
| Pipistrellus pipistrellus (Pipistrelle commune) (Schreber, 1774)              | Кафяво прилепче                                         | Autochtone                    | Aire de répartition de la Pipistrelle commune      | [ 78 ]              | Pipistrelle commune         |
| Pipistrellus pygmaeus (Pipistrelle pygmée) (Leach, 1825)                      | — aucun —                                               | Autochtone                    | Aire de répartition de la Pipistrelle pygmée       | [ 80 ]              | Pipistrelle pygmée          |
| Barbastella barbastellus (Barbastelle d'Europe) (Schreber, 1774)              | Широкоух прилеп                                         | Autochtone                    | Aire de répartition de la Barbastelle d'Europe     | [ 81 ]              | Barbastelle d'Europe        |
| Plecotus auritus (Oreillard roux) (Linnaeus, 1758)                            | Кафяв дългоух прилеп                                    | Autochtone                    | Aire de répartition de l'Oreillard roux            | [ 82 ]              | Oreillard roux              |
| Plecotus austriacus (Oreillard gris) (J. Fischer, 1829)                       | Сив дългоух прилеп                                      | Autochtone                    | Aire de répartition de l'Oreillard gris            | [ 83 ]              | Oreillard gris              |
| Plecotus kolombatovici (Oreillard des Balkans) Dulic, 1980                    | — aucun —                                               | Peut-être autochtone,         | Illustration manquante                             | [ 85 ]              | Illustration manquante      |
| Plecotus macrobullaris (Oreillard montagnard) Kuzjakin, 1965                  | — aucun —                                               | Peut-être autochtone          | Aire de répartition de l'Oreillard montagnard      | [ 86 ]              | Oreillard montagnard        |
| Hypsugo savii (Vespère de Savi) (Bonaparte, 1837)                             | Прилеп на Сави                                          | Autochtone                    | Aire de répartition de la Vespère de Savi          | [ 87 ]              | Vespère de Savi             |
| Vespertilio murinus (Sérotine bicolore) Linnaeus, 1758                        | Двуцветен кожовиден прилеп                              | Autochtone                    | Aire de répartition de la Sérotine bicolore        | [ 88 ]              | Sérotine bicolore           |

## Ordre:Cétacés

### Famille:Delphinidés
| Nom binominal, nom vulgaire et citation d'auteurs             | Nom vulgaire bulgare (langue officielle de la Bulgarie) | Origine et statut en Bulgarie | Aire de répartition                               | Statut UICN mondial | Image                      |
| ------------------------------------------------------------- | ------------------------------------------------------- | ----------------------------- | ------------------------------------------------- | ------------------- | -------------------------- |
| Delphinus delphis (Dauphin commun à bec court) Linnaeus, 1758 | Обикновен делфин                                        | Autochtone                    | Aire de répartition du Dauphin commun à bec court | [ 89 ]              | Dauphin commun à bec court |
| Tursiops truncatus (Grand Dauphin commun) (Montagu, 1821)     | Афала                                                   | Autochtone                    | Aire de répartition du Grand Dauphin commun       | [ 90 ]              | Grand Dauphin commun       |

### Famille:Phocœnidés
| Nom binominal, nom vulgaire et citation d'auteurs    | Nom vulgaire bulgare (langue officielle de la Bulgarie) | Origine et statut en Bulgarie | Aire de répartition                    | Statut UICN mondial | Image           |
| ---------------------------------------------------- | ------------------------------------------------------- | ----------------------------- | -------------------------------------- | ------------------- | --------------- |
| Phocoena phocoena (Marsouin commun) (Linnaeus, 1758) | Морска свиня                                            | Autochtone                    | Aire de répartition du Marsouin commun | [ 91 ]              | Marsouin commun |

## Ordre:Artiodactyles

### Famille:Bovidés
| Nom binominal, nom vulgaire et citation d'auteurs | Nom vulgaire bulgare (langue officielle de la Bulgarie) | Origine et statut en Bulgarie       | Aire de répartition                        | Statut UICN mondial | Image               |
| ------------------------------------------------- | ------------------------------------------------------- | ----------------------------------- | ------------------------------------------ | ------------------- | ------------------- |
| Saiga tatarica (Antilope saïga) (Linnaeus, 1766)  | Сайга                                                   | Autochtone (Disparu)                | Aire de répartition de l'Antilope saïga    | [ 93 ]              | Antilope saïga      |
| Bison bonasus (Bison d'Europe) (Linnaeus, 1758)   | Зубър                                                   | Autochtone (Réintroduit),           | Aire de répartition du Bison d'Europe      | [ 95 ]              | Bison d'Europe      |
| Bos taurus (Taurin) Linnaeus, 1758                | Говедо                                                  | Autochtone (Peut-être réintroduit), | Aire de répartition du Taurin              | (NE)                |                     |
| Capra ibex (Bouquetin des Alpes) Linnaeus, 1758   | Алпийски козирог                                        | Allochtone (Introduit)              | Aire de répartition du Bouquetin des Alpes | [ 98 ]              | Bouquetin des Alpes |
| Ovis aries (Mouflon oriental) Linnaeus, 1758      | Муфлон                                                  | Allochtone (Introduit)              | Aire de répartition du Mouflon oriental    | [ 99 ]              | Mouflon oriental    |
| Rupicapra rupicapra (Chamois) (Linnaeus, 1758)    | Дива коза                                               | Autochtone                          | Aire de répartition du Chamois             | [ 100 ]             | Chamois             |

### Famille:Cervidés
| Nom binominal, nom vulgaire et citation d'auteurs         | Nom vulgaire bulgare (langue officielle de la Bulgarie) | Origine et statut en Bulgarie         | Aire de répartition                       | Statut UICN mondial | Image              |
| --------------------------------------------------------- | ------------------------------------------------------- | ------------------------------------- | ----------------------------------------- | ------------------- | ------------------ |
| Capreolus capreolus (Chevreuil européen) (Linnaeus, 1758) | Сърна                                                   | Autochtone                            | Aire de répartition du Chevreuil européen | [ 101 ]             | Chevreuil européen |
| Cervus elaphus (Cerf élaphe) Linnaeus, 1758               | Благороден елен                                         | Autochtone                            | Aire de répartition du Cerf élaphe        | [ 102 ]             | Cerf élaphe        |
| Cervus nippon (Cerf sika) Temminck, 1838                  | Петнист елен                                            | Allochtone (Peut-être non acclimaté), | Illustration manquante                    | [ 104 ]             | Cerf sika          |
| Dama dama (Daim européen) (Linnaeus, 1758)                | Елен лопатар                                            | Allochtone (Introduit)                | Aire de répartition du Daim européen      | [ 105 ]             | Daim européen      |

### Famille:Suidés
| Nom binominal, nom vulgaire et citation d'auteurs | Nom vulgaire bulgare (langue officielle de la Bulgarie) | Origine et statut en Bulgarie | Aire de répartition                       | Statut UICN mondial | Image              |
| ------------------------------------------------- | ------------------------------------------------------- | ----------------------------- | ----------------------------------------- | ------------------- | ------------------ |
| Sus scrofa (Sanglier d'Eurasie) Linnaeus, 1758    | Дива свиня                                              | Autochtone                    | Aire de répartition du Sanglier d'Eurasie | [ 106 ]             | Sanglier d'Eurasie |

## Ordre:Périssodactyles

### Famille:Équidés
| Nom binominal, nom vulgaire et citation d'auteurs | Nom vulgaire bulgare (langue officielle de la Bulgarie) | Origine et statut en Bulgarie       | Aire de répartition           | Statut UICN mondial | Image     |
| ------------------------------------------------- | ------------------------------------------------------- | ----------------------------------- | ----------------------------- | ------------------- | --------- |
| Equus hydruntinus (Hydrontin) Regàlia, 1904       | — aucun —                                               | Autochtone (Éteint),                | Illustration manquante        | (NE)                | Hydrontin |
| Equus caballus (Cheval) Linnaeus, 1758            | Кон                                                     | Autochtone (Peut-être réintroduit), | Aire de répartition du Cheval | [ 109 ]             | Cheval    |

## Ordre:Carnivores

### Famille:Canidés
| Nom binominal, nom vulgaire et citation d'auteurs      | Nom vulgaire bulgare (langue officielle de la Bulgarie) | Origine et statut en Bulgarie | Aire de répartition                   | Statut UICN mondial | Image          |
| ------------------------------------------------------ | ------------------------------------------------------- | ----------------------------- | ------------------------------------- | ------------------- | -------------- |
| Canis aureus (Chacal doré) Linnaeus, 1758              | Златист чакал                                           | Allochtone, ou autochtone     | Aire de répartition du Chacal doré    | [ 113 ]             |                |
| Canis lupus (Loup gris) Linnaeus, 1758                 | Вълк                                                    | Autochtone                    | Aire de répartition du Loup gris      | [ 114 ]             | Loup gris      |
| Nyctereutes procyonoides (Chien viverrin) (Gray, 1834) | Енотовидно куче                                         | Allochtone,                   | Aire de répartition du Chien viverrin | [ 115 ]             | Chien viverrin |
| Vulpes vulpes (Renard roux) (Linnaeus, 1758)           | Червена лисица                                          | Autochtone                    | Aire de répartition du Renard roux    | [ 116 ]             | Renard roux    |

### Famille:Ursidés
| Nom binominal, nom vulgaire et citation d'auteurs | Nom vulgaire bulgare (langue officielle de la Bulgarie) | Origine et statut en Bulgarie | Aire de répartition                | Statut UICN mondial | Image     |
| ------------------------------------------------- | ------------------------------------------------------- | ----------------------------- | ---------------------------------- | ------------------- | --------- |
| Ursus arctos (Ours brun) Linnaeus, 1758           | Кафява мечка                                            | Autochtone                    | Aire de répartition de l'Ours brun | [ 117 ]             | Ours brun |

### Famille:Mustélidés
| Nom binominal, nom vulgaire et citation d'auteurs     | Nom vulgaire bulgare (langue officielle de la Bulgarie) | Origine et statut en Bulgarie | Aire de répartition                        | Statut UICN mondial | Image              |
| ----------------------------------------------------- | ------------------------------------------------------- | ----------------------------- | ------------------------------------------ | ------------------- | ------------------ |
| Lutra lutra (Loutre commune) (Linnaeus, 1758)         | Видра                                                   | Autochtone                    | Aire de répartition de la Loutre commune   | [ 118 ]             | Loutre commune     |
| Martes foina (Fouine) (Erxleben, 1777)                | Белка                                                   | Autochtone                    | Aire de répartition de la Fouine           | [ 119 ]             | Fouine             |
| Martes martes (Martre des pins) (Linnaeus, 1758)      | Златка                                                  | Autochtone                    | Aire de répartition de la Martre des pins  | [ 120 ]             | Martre des pins    |
| Meles meles (Blaireau européen) (Linnaeus, 1758)      | Язовец                                                  | Autochtone                    | Aire de répartition du Blaireau européen   | [ 121 ]             | Blaireau européen  |
| Mustela lutreola (Vison d'Europe) (Linnaeus, 1761)    | Европейска норка                                        | Autochtone (Disparu)          | Aire de répartition du Vison d'Europe      | [ 122 ]             | Vison d'Europe     |
| Mustela erminea (Hermine) Linnaeus, 1758              | Хермелин                                                | Autochtone                    | Aire de répartition de l'Hermine           | [ 123 ]             | Hermine            |
| Mustela nivalis (Belette d'Europe) Linnaeus, 1766     | Невестулка                                              | Autochtone                    | Aire de répartition de la Belette d'Europe | [ 124 ]             | Belette d'Europe   |
| Mustela eversmanii (Putois des steppes) Lesson, 1827  | Степен пор                                              | Autochtone                    | Aire de répartition du Putois des steppes  | [ 125 ]             | Putois des steppes |
| Mustela putorius (Putois d'Europe) Linnaeus, 1758     | Черен пор                                               | Autochtone                    | Aire de répartition du Putois d'Europe     | [ 126 ]             | Putois d'Europe    |
| Vormela peregusna (Putois marbré) (Güldenstädt, 1770) | Пъстър пор                                              | Autochtone                    | Aire de répartition du Putois marbré       | [ 127 ]             | Putois marbré      |

### Famille:Phocidés
| Nom binominal, nom vulgaire et citation d'auteurs                | Nom vulgaire bulgare (langue officielle de la Bulgarie) | Origine et statut en Bulgarie | Aire de répartition                                 | Statut UICN mondial | Image                        |
| ---------------------------------------------------------------- | ------------------------------------------------------- | ----------------------------- | --------------------------------------------------- | ------------------- | ---------------------------- |
| Monachus monachus (Phoque moine de Méditerranée) (Hermann, 1779) | Средиземноморски тюлен монах                            | Autochtone (Disparu)          | Aire de répartition du Phoque moine de Méditerranée | [ 128 ]             | Phoque moine de Méditerranée |

### Famille:Félidés
| Nom binominal, nom vulgaire et citation d'auteurs | Nom vulgaire bulgare (langue officielle de la Bulgarie) | Origine et statut en Bulgarie | Aire de répartition                 | Statut UICN mondial | Image        |
| ------------------------------------------------- | ------------------------------------------------------- | ----------------------------- | ----------------------------------- | ------------------- | ------------ |
| Felis silvestris (Chat sauvage) Schreber, 1777    | Дива котка                                              | Autochtone                    | Aire de répartition du Chat sauvage | [ 129 ]             | Chat sauvage |
| Lynx lynx (Lynx boréal) (Linnaeus, 1758)          | Рис                                                     | Autochtone (Recolonisateur),  | Aire de répartition du Lynx boréal  | [ 131 ]             | Lynx boréal  |
| Panthera leo (Lion) (Linnaeus, 1758)              | Лъв                                                     | Autochtone (Disparu)          | Aire de répartition du Lion         | [ 133 ]             | Lion         |